# تاکافومی یامادا
تاکافومی یامادا (ژاپنی: 山田 貴文؛ زادهٔ ۱۹ آوریل ۱۹۹۲) یک بازیکن فوتبال اهل ژاپن است.
از باشگاه‌هایی که در آن بازی کرده‌است می‌توان به باشگاه فوتبال ایماباری اشاره کرد.